# Стивен Хиленберг
Стивен Макданел Хиленбeрг (енгл. Stephen McDannell Hillenburg; Лотон, 21. август 1961 — Сан Марино, 26. новембар 2018) био је амерички биолог, аниматор, режисер, писац, продуцент, уметник, а најпознатији је као творац анимиране серије Сунђер Боб Коцкалоне.
Рођен је у граду Лотон 21. августа 1961. Одрастао је у Анахајму у Калифорнији. Године 1992, је почео да се бави анимацијама. Радио је многе послове пре него што је добио посао наставника биологије. Убрзо је постао писац и продуцент. Године 1996. је почео да развија анимирану серију Сунђер Боб Коцкалоне. Прво премијерно приказивање Сунђер Боба Коцкалонеа је било 1. маја 1999. године.

## Рани радови
Као аниматор добио је посао на дечијој телевизијској серији Мајка Госе и Грим. На тој серији је радио од 1991. до 1993. Направио је неколико кратких филмова. Његов први филм био је Зелена беретка.

## Сунђер Боб Коцкалоне
Почео је да ради на анимираној серији Сунђер Боб Коцкалоне 1996. када је завршио прављене анимиране серије Роков модерни живот. Прво име за главног лика требало је бити Сунђер дечак, а затим Сунђер дечак Ахој. Међутим касније је откривено да је то име већ у употреби.